# 氢化物
氢化物是一类氢的化合物。严格意义上讲，氢化物只包含氢同金属相互结合的化合物，但由于概念的扩大，有时它也包含水、氨和碳氢化合物等物质。

## 分类
氢化物基本上可按以下标准分类：
离子型氢化物（类盐氢化物）一类具有高熔点和较高稳定性的化合物，一般由较活泼的金属与氢形成，如碱金属及部分碱土金属和镧系金属氢化物。
共价型氢化物由非金属（不含稀有气体）或类金属与氢形成，熔点较低，命名上通常叫“某化氢”而非“氢化某”。
过渡金属氢化物为过渡金属的氢化物，种类很多，其中有些是确定的整比化合物。过渡金属合金的氢化物是近年来氢化物的研究方向。
边界氢化物性质介于共价型与过渡金属之间，报导较少。
配位氢化物（复合氢化物）包括氢化铝锂、硼氢化钠等，在工业生产及有机合成中具有重要应用。

## 氢负离子
氢负离子 H−，由两个电子及一个质子组成，是已知除电子盐外最小的阴离子。氢负离子不能在水溶液中存在，是已知的最强碱之一，这可通过以下生成反应看出：
½H2(g) → H(g); ΔH = 218kJ/mol
H(g) + e− → H−(g); ΔH = -67kJ/mol
½H2(g) + e− → H−(g); ΔH = +151kJ/mol
½Br2(g) + e− → Br−; ΔH = -214kJ/mol
H− + H+ → H2; ΔH = -1676kJ/mol
负氢是非常强的还原剂：
H2 + 2e− ⇌  2H−; Eo = −2.25 V
已知自由氢负离子的有效半径为208pm。这个数据与其他数据比较时，特别是与He原子的93pm，H原子的50pm，Cl−的结晶半径181pm，H的共价半径30pm，及类盐氢化物中H−的半径（134-154pm）相比是有趣的。这个反常大的半径可以用H−的核电荷较小，电子彼此排斥和对核引力的屏蔽效应来解释。

## 离子型氢化物
由于H−离子的生成热为正值，因此只有电正性大的元素才能与氢形成离子型氢化物。这类化合物在熔融电解时阳极产生氢气，可证明其离子性。
这类化合物中H−的结晶半径介于F−和Cl−之间，因此某种氢化物的晶格能与相应的氟化物及氯化物相近。但是氢化物的生成热相对于卤化物却非常低，例如碱金属卤化物的生成热大约为420kJ/mol，而氢化钠的生成热只有56.6kJ/mol，氢化锂也不过91.0kJ/mol。

### 制备
所有的离子型氢化物都可通过金属直接与氢气化合制备，反应温度为300-700°C。为了避免反应在金属表面生成的氢化物阻止进一步的反应，常用金属在矿物油中的分散质，或者加入表面活性剂。但加入表面活性剂的同时也降低了纯度。
2Na + H2 → 2NaH

### 性质
离子型氢化物都是无色或白色晶体，常因含有金属杂质而发灰，金属过量则呈蓝紫色。这类化合物的反应性从锂到铯、从钙到钡依次增大，遇氧化剂（包括水）会强烈反应，操作时必须注意。它们对空气和水是不稳定的，有些甚至会发生自燃。曾经有人将一份K3AlH6样品放在手套箱中放置了一段时间，后来用药匙触碰了一下样品，立即发生了爆炸。 一般认为这类爆炸的发生与氢化物表面略受氧化后生成的超氧化物有关。触碰超氧化物时其与氢化物相接触，发生剧烈反应便引发了爆炸，KH、RbH、CsH也有发生类似爆炸的危险。

### 应用
- 氢化锂和氢化钠分别用于复合氢化物LiAlH4、NaBH4及类似化合物的制取。
- 氢化钠是有机合成中用途很广泛的碱及还原剂。
- 氢化钠溶在熔融氢氧化钠中可作为钢铁的脱锈剂。
- 氢化钙被用作生氢剂、干燥剂及工业上还原制备某些单质。

## 共价氢化物
共价氢化物是非金属（稀有气体除外）、类金属及一些电正性不大的金属元素与氢形成的化合物。单核的共价氢化物都可写成 MH8-x（x为M的价电子数）的形式，有些元素还可形成双核及多核的氢化物，如N2H4、B2H6、C2H6、H2O2等，其中以碳形成的氢化物最多。

### 制备
- 单质与氢化合，如：

2H2 + O2 → 2H2O
- 用氢气还原相应的化合物，如马氏试砷法（英语：Marsh test）（参见锑化氢#历史）。
- 用水或酸处理相应的金属（通常为镁）化合物，如：

Mg2Si + 4HCl → 2MgCl2 + SiH4
- 电解，如323-333K电解含有糊精和葡萄糖的SnSO4硫酸溶液可制得锡烷。[1]
- 用LiAlH4在乙醚中还原相应的卤化物，这种方法可制备Si、Ge、Sn[3] 的氢化物。
- NaH与MgBr2进行复分解反应或热分解Be或Mg的烃基物可制备其氢化物。
- 100%硫酸与氢化铝锂反应可得AlH3：

2LiAlH4 + H2SO4 −THF→ 2AlH3 + 2H2 + Li2SO4
共价氢化物中的氢可被一些有机基团替代，生成相应的衍生物，例如DIBAL（二异丁基氢化铝）中含有氢桥连接的铝原子，被用于有机合成。

## 过渡金属氢化物
许多过渡金属或合金与氢加热时能形成过渡金属氢化物。绝大多数过渡金属氢化物为整比化合物（钯除外）。过去曾认为它们是氢在金属中的固溶体，或氢间充在晶格空隙中形成的化合物，但现在已弄清楚它们都有很明确的物相，结构完全不同于母体金属的结构。 很多过渡金属氢化物很活泼，与水剧烈反应，甚至在空气可以自燃。

### 应用
- 铀与氢气化合成为氢化铀的可逆反应可用于制备超纯氢气。
- 氢化钛在电真空工业中用作吸气剂，也用作高纯氢的供源。
- 氢化锆（英语：Zirconium hydride）用于制造烟火及核反应堆中的减速剂。
- 过渡金属合金是现在储氢材料中很重要的研究方向，如镧镍合金LaNi5。